# Arcagna
Arcagna è un centro abitato d'Italia, frazione del comune di Montanaso Lombardo.
Al censimento del 21 ottobre 2001 contava 165 abitanti.

## Geografia fisica
Il centro abitato è sito a 83 metri sul livello del mare.

## Storia
Attestata per la prima volta nel XII secolo, comprendeva la frazione di Pantanasco.
In età napoleonica (1809-16) Arcagna fu frazione di Lodi, recuperando l'autonomia con la costituzione del Regno Lombardo-Veneto.
All'Unità d'Italia (1861) il comune contava 311 abitanti. Nel 1870 Arcagna fu aggregata a Montanaso Lombardo.
Nel 1649 si verificarono alcuni avvenimenti miracolosi che la resero celebre, infatti il 6 aprile di quell’anno un contadino, arando il suo campo, si imbatté in uno pezzo di muro sul quale si trovava un’immagine sacra che raffigurava la Madonna Assunta alla quale si devono due eventi miracolosi: il parroco, da qualche tempo muto riacquistò la voce e il contadino affetto da una grave artrite guarì improvvisamente.
Questi eventi spinsero gli abitanti a trovare una decorosa sistemazione per il dipinto: la parrocchiale di Arcagna, tuttora Santuario della Madonna di Arcagna.
Di rilevanza risulta esserci il vecchio Castello costruito nel 1317, con sala gotica, torre di osservazione e affreschi, successivamente adibito a convento di suore Salesiane fino al 1660, divenne intorno il 1800 casa privata dei conti Bagatti Valsecchi.
Ad oggi (2022) dopo essere stato cascina privata con abitazioni, osteria e successivamente ristorante, ritorna ad essere abitazione privata (dal 2020), completamente ristrutturata seguendo lo stile originario.